# Herrschaft Hattweiler

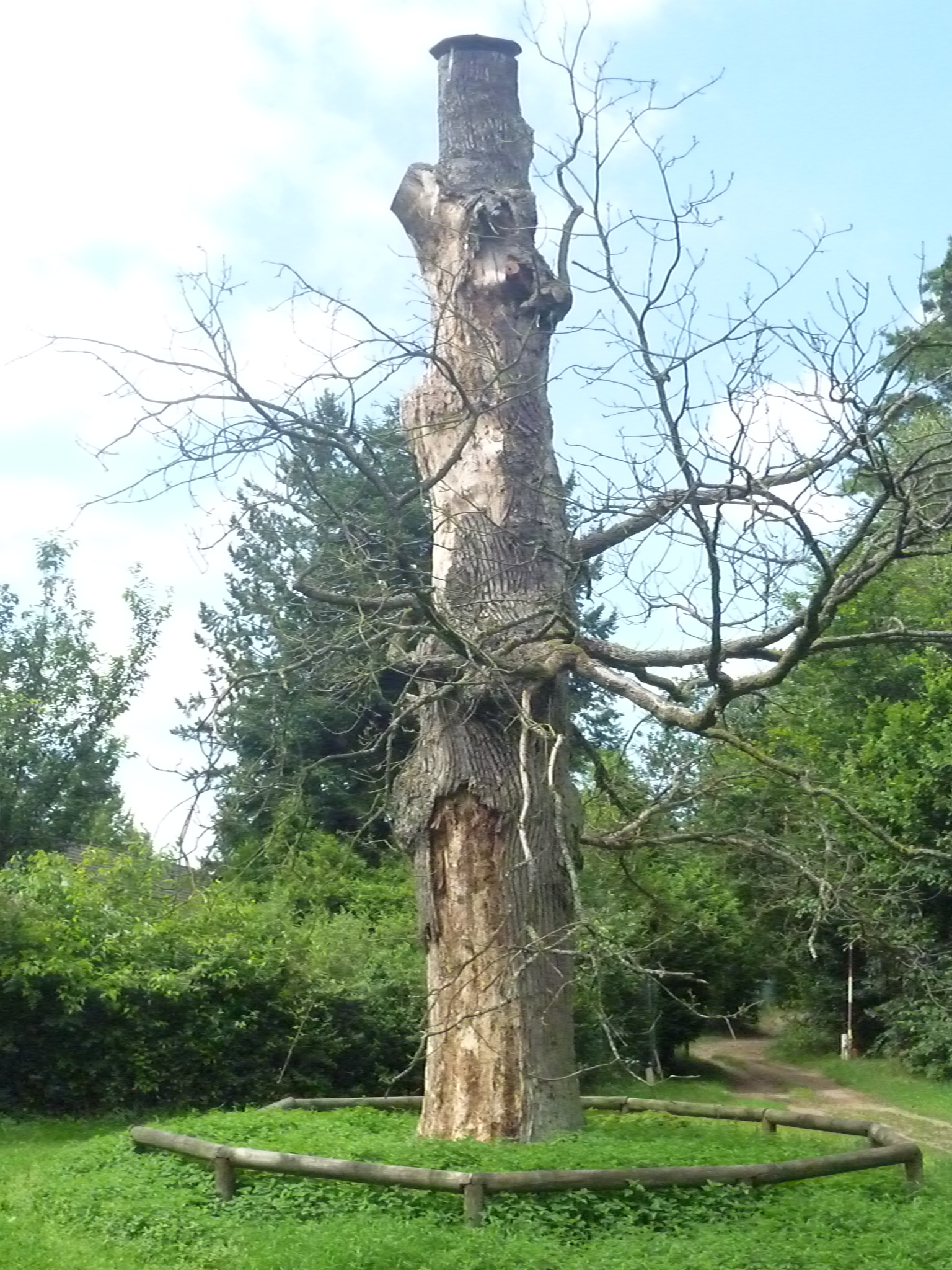
Dicke Eiche 2012

Die Herrschaft Hattweiler war ein Kleinst-Territorium des Heiligen Römischen Reiches Deutscher Nation, das die beiden heutigen Orte Jägersburg und Kleinottweiler umfasste. Im 14. Jahrhundert zuerst belegt und im 16. Jahrhundert zweiherrig, fiel sie 1590 an Pfalz-Zweibrücken.

## Geschichte
Näheres über die Teilung der Herrschaft Hattweiler war nicht zu ermitteln. Graf Walram II. von Zweibrücken verkaufte 1337 die Dörfer Dirmingen, Breitenbach, Kleinottweiler (Adewilre) und Jägersburg (Hatwilre) mit Hoch- und Niedergericht an die beiden Juden Daniels von Trier und Aaron von Wittlich und behielt sich den Rückkauf für 8 Jahre vor. Als sein Sohn Graf Eberhard II. von Zweibrücken 1394 ohne Leibeserben verstarb, behauptete Kurpfalz, die Lehenshoheit auch über dessen Allodien zu besitzen und belehnte das erbberechtigte Haus Zweibrücken-Bitsch 1395 mit der Herrschaft Hattweiler. Diese verpfändeten die Herrschaft bereits im Jahr 1400 an Nassau-Saarbrücken. Die Herrschaft wechselte in den folgenden Jahren teils als Pfandschaft teils als Lehen wiederholt ihre Besitzer und gehörte im 16. Jahrhundert den Breder von Hohenstein. Eine Umschreibung der Grenzen der Herrschaft Hattweiler findet sich in der Landesbeschreibung der Ämter Zweibrücken und Kirkel durch den Geographen Tilemann Stella im Jahr 1564. Zu dieser Zeit umfasste die Herrschaft die beiden Dörfer Jägersburg (Hattweiler) und Kleinottweiler (Adweiler) und war eine zweiherrige Gemeinschaft von Pfalz-Zweibrücken und den Breder von Hohenstein. Nachdem 1570 die Grafen von Zweibrücken-Bitsch im Mannesstamm ausstarben, kam die Herrschaft in weiblicher Erbfolge an die Familie von Steinkallenfels. Diese veräußerte Hattweiler 1587 an Johann von Warsberg, der sie 1590 dem Pfalzgrafen Johann I. von Pfalz-Zweibrücken verkaufte.

Wappen von Jägersburg mit Schild und Turnierkragen der Breder

Wappen von Kleinottweiler mit Eiche und Turnierkragen der Breder

## Erinnerung
Pfalzgraf Johann (eigentlich Hans) benannte Hattweiler in Hansweiler um. Die Erinnerung an Namen und Herrschaft Hattweiler verblasste bald. Heute erinnert an die ehemalige Herrschaft noch der Stumpf einer alten Eiche bei Kleinottweiler, der „Dicken Eiche“, die bereits 1564 als Grenzmarke zwischen der Herrschaft Hattweiler und Pfalz-Zweibrücken beschrieben wurde. Schild und Turnierkragen aus dem Wappen der Ortsherren Breder von Hohenstein wurden im 20. Jahrhundert in das neu geschaffenen Wappen der ehemaligen Gemeinde Jägersburg aufgenommen, während das neu geschaffene Wappen der ehemaligen Gemeinde Kleinottweiler den Turnierkragen der Ortsherren Breder von Hohenstein zusammen mit der (noch vitalen) „Dicken Eiche“ zeigt.

## Belege
1. ↑  Carl Pöhlmann: Regesten der Grafen von Zweibrücken aus der Linie Zweibrücken, bearbeitet durch Anton Doll, Speyer 1962, S. 188 Nr. 580
2. ↑  Carl Pöhlmann: Regesten der Grafen von Zweibrücken aus der Linie Zweibrücken, bearbeitet durch Anton Doll, Speyer 1962, S. 332 Nr. 1012, S. 333 Nr. 1014.
3. ↑  Hans-Walter Herrmann: Die Grafschaft Zweibrücken-Bitsch. In: Kurt Hoppstädter; Hans-Walter Herrmann (Hrsg.): Geschichtliche Landeskunde des Saarlandes. Band 2: Von der fränkischen Landnahme bis zum Ausbruch der französischen Revolution. Saarbrücken 1977, ISBN 3-921870-00-3, S. 326 f.
4. ↑  Tilemann Stella: Gründliche und warhafftige beschreibung der baider ambter Zweibrücken und Kirckel, wie dieselbigen gelegen 1564. Bearbeiter: Eginhard Scharf. Historischer Verein, Zweibrücken 1993, ISBN 3-924171-15-7, S. 80–85.